# Roncoferraro
Roncoferraro är en ort och kommun i provinsen Mantua i regionen Lombardiet i Italien. Kommunen hade 6 971 invånare (2018).